# Cantó de Saint-Symphorien-d'Ozon
El cantó de Saint-Symphorien-d'Ozon (en francès canton de Saint-Symphorien-d'Ozon) és una divisió administrativa francesa del departament del Roine, situat al districte de Lió. Té 12 municipis i el cap és Saint-Symphorien-d'Ozon.

## Municipis
- Chaponnay
- Chassagny
- Communay
- Marennes
- Millery
- Montagny
- Orliénas
- Saint-Symphorien-d'Ozon
- Sérézin-du-Rhône
- Simandres
- Taluyers
- Ternay

## Consellers generals i departamentals
| Data d'elecció                           | Identitat      | Partit              | Qualitat |
| ---------------------------------------- | -------------- | ------------------- | -------- |
| 1945-1969                                | Joseph Cinelli | SFIO                |          |
| 1969-1988                                | Joseph Sibuet  | CIR, després PS     |          |
| 1988-1994                                | Odette Pourcel | PS                  |          |
| 1994-2015                                | Raymond Durand | UDF-CDS, després NC |          |
| les dades anteriors no són pas conegudes |                |                     |          |

| Data d'elecció | Identitat         | Partit | Qualitat |
| -------------- | ----------------- | ------ | -------- |
| 2015-          | Jean-Jacques Brun | LR     |          |
| 2015-          | Mireille Simian   | LR     |          |